# Georges Cuvier

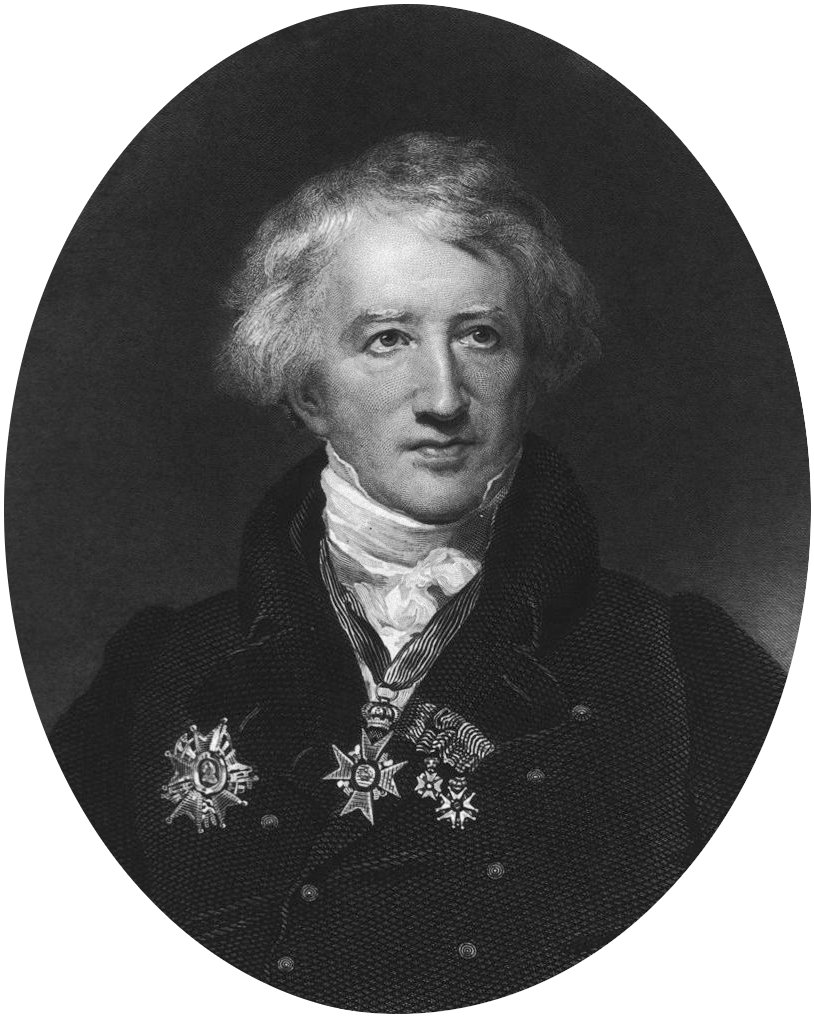
Georges Cuvier

Georges Léopold Chrétien Frédéric Dagobert Cuvier (n. 23 august 1769, Montbéliard, Franche-Comté⁠(d), Franța – d. 13 mai 1832, Paris, Île-de-France, Franța) a fost un zoolog și paleontolog francez.
Este considerat unul din cei mai mari oameni de știință ai secolului al XIX-lea. Considerat un pionier în domeniul anatomiei comparate și părintele paleontologiei vertebrate, fiind primul ce a studiat fosilele vertebratelor, el a fost un creaționist convins și a elaborat o teorie a catastrofismului. Deși el a fost un antievoluționist convins, lucrările sale în domeniul paleontologiei au fost deseori citate de către darwiniști. A încercat să facă o clasificare a animalelor, cuprinzând clasele în încrengături.

## Viața lui

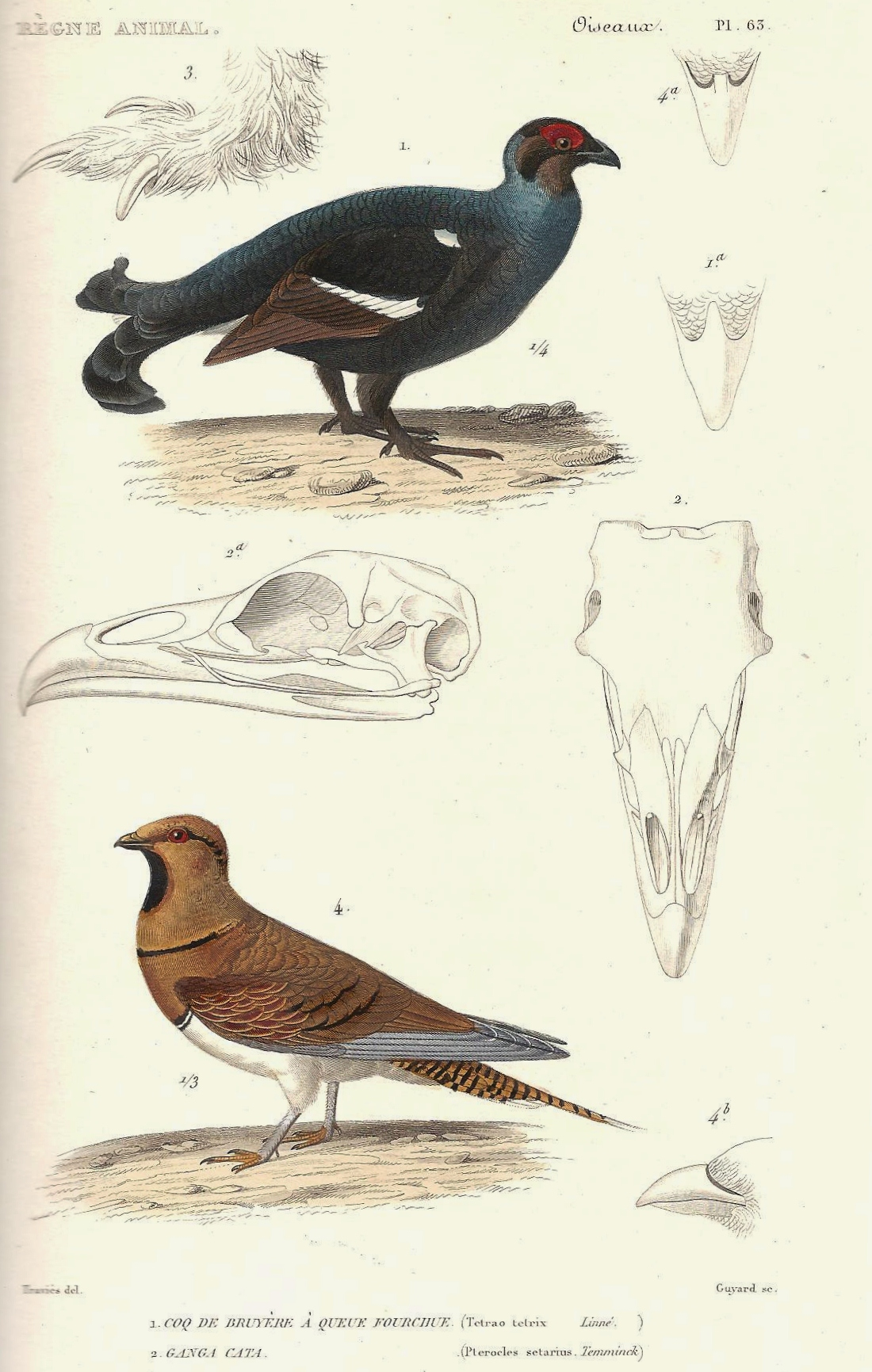
Planșa nr. 63 desenată de Edouard Traviés din cartea „Regatul animal distribuit în funcție de organizarea sa” de Georges Cuvier (Volumul 4), ediția a doua din 1828, reprezentând: -în partea de sus: Cocoșul de Heather (Tetrao urogallus) -în jos : Ganga cata (Pterocles alchata)

Georges Cuvier s-a născut la 23 august 1769, la Montbéliard, o comunitate franceză din Munții Jura, în sânul unei familii protestante. Din 1784 până în 1788, el a mers la Academia Carolingiană din Stuttgart. După absolvire, el se duce să lucreze ca preceptor al copiilor contelui d'Héricy (care era și el protestant), în Normandia. Aici își începe activitatea ca naturalist. În 1795 este invitat de Saint-Hilaire la Paris în calitate de asistent de profesor la anatomia comparată, apoi, în scurt timp, devine el însuși profesor. În perioada domniei lui Napoleon el ocupă câteva posturi guvernamentale, iar după restaurarea monarhiei, el și-a păstrat pozițiile. Moare pe 13 mai 1832.

## Lucrări

### Paleontologie
- Mémoires sur les espèces d'elephants vivants et fossiles